# Rimes passionnelles

Rimes passionnelles est le cinquième album solo de Stomy Bugsy sorti en 2007, plus dur que les précédents, il sonne comme un retour aux sources du rappeur du Ministère AMER.

## Liste des titres
- 1-Sois hardcore - 3:47
- 2-Même pas mort - 2:49
- 3-Pas 2 limite / Feat. Secteur Ä (Ministère AMER, Nèg' Marrons, Ärsenik & Pit Baccardi) - 4:27
- 4-J'suis al - 3:24
- 5-de Celles-Sar aux Césars - 3:29
- 6-Associations de malfaiteurs / Feat. MC Jean Gab'1 - 3:21
- 7-Normal - 3:11
- 8-La balafre - 3:29
- 9-Carabine son - 3:37
- 10-Il pleut (Au fond de mes yeux) / Feat. Papillon (Les Sales Gosses) - 3:48
- 11-Sarcelles - 3:55
- 12-Must be the music / Feat. Jérôme Prister - 3:54
- 13-Mélange explosif / Feat. Ministère AMER, 2Doigts & Les Sales Gosses - 5:17
- 14-Sois hardcore (Remix) / Feat. Mystik, James K. Page, Despo Rutti, T.Killa (K.Ommando Toxik), Alpha 5.20 & Lino (Ärsenik) - 5:31
- 15-Personne n'en parle - 6:02

## Classements
| Pays   | Meilleure position | Semaines classées |
| ------ | ------------------ | ----------------- |
| France | 149                | 3                 |

## Référence
1. ↑  lescharts.com